# 티잉그라운드

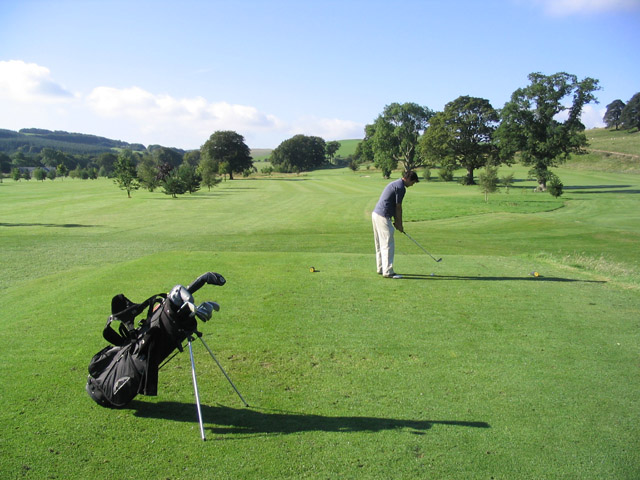

티잉그라운드(teeing ground)는 골프의 홀에서 경기를 시작하는 지대이다. 티박스(tee box)라고도 부르며, 여기서 골프를 치는 행위는 티샷(tee shot)이라고 한다.
티잉그라운드의 경계는 한 쌍의 티마커(tee marker)에 의해 정의된다.
각 홀에서 첫번째로 공을 치는 출발 지역. 좁고 평탄한 지역으로 티(페그)라고 하는 나무 또는 플라스틱으로 만든 못 위에 골프공을 얹어 놓고 친다. 다음 지역부터는 공을 티 위에 얹어 놓지 않고 그라운드에 놓인 대로 친다.